# Bambusa
Bambusa is een geslacht uit de grassenfamilie (Poaceae). Deze soorten zijn veelal grotere bamboes en komen voor in tropisch en subtropisch Azië.